# Oligomerus
Oligomerus là một chi bọ cánh cứng thuộc họ Ptinidae.